# ホワイトキャンバス

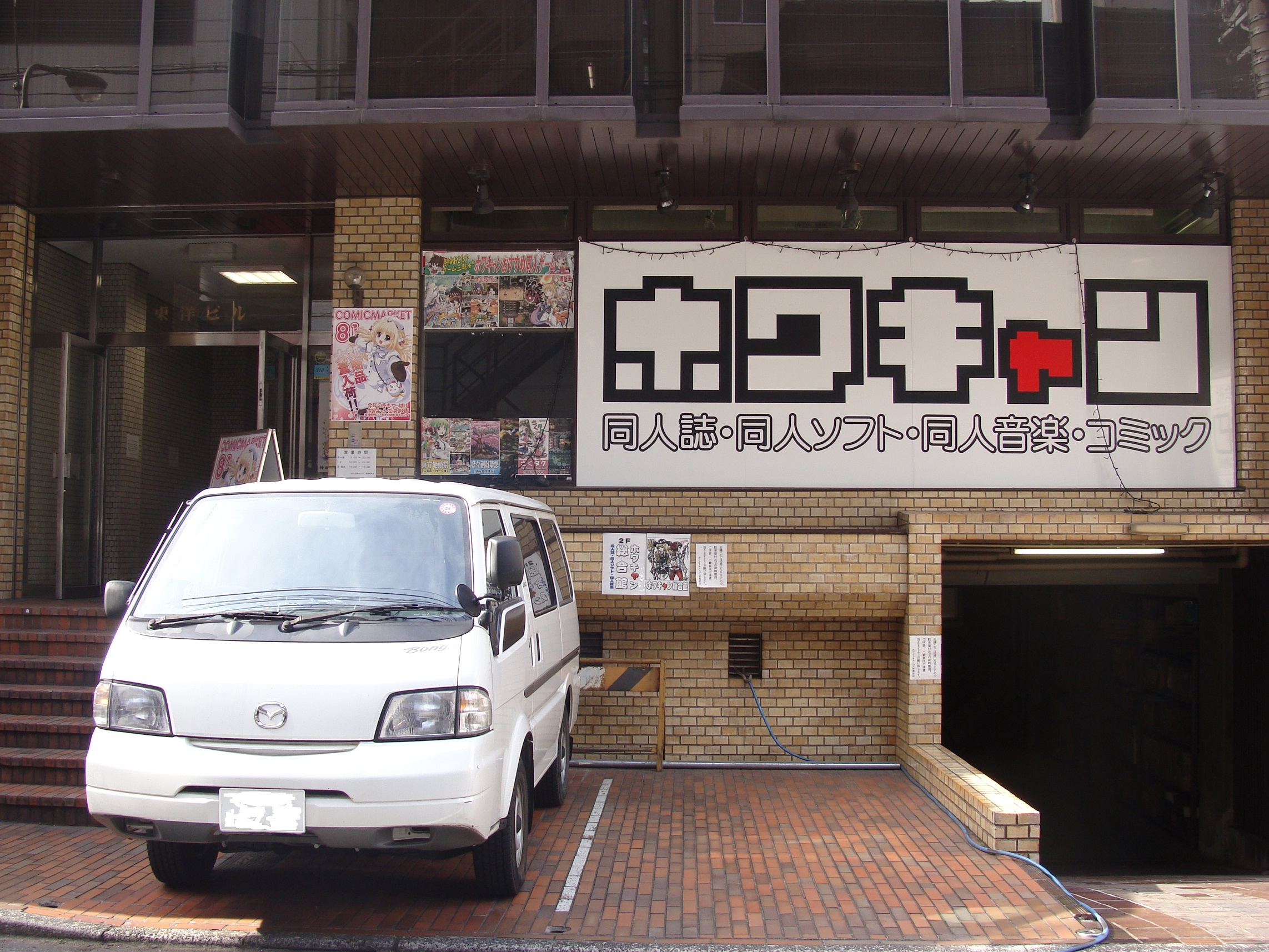
旧ホワイトキャンバス 秋葉原本店（2012年）

ホワイトキャンバスは、有限会社セルビテックが運営していた同人ショップ。秋葉原を本店として、フランチャイズにより全国展開をしていた。

## 概要
主な取り扱い品目は同人ゲーム・同人音楽・同人誌・同人グッズ等の同人作品で、商業書籍も取り扱っていた。また、秋葉原本店では休日に屋外でメディア・テープ・衣類・人形など雑貨類の販売を行っていることがあった。
本部直営店舗とフランチャイズ店舗があり、秋葉原店、大阪店が本部直営店舗だった。本部の主な取扱商品が同人作品で、実態的には本部はその卸会社のような役割だった。直営店以外のその他作品の仕入れは独自に行われていたため、地方のフランチャイズ店ではアダルトビデオ・アダルトゲーム・成年コミックを主力商品とする店舗が多く、同人誌・同人ソフトは大きく扱わないことが多かった。

## 歴史
2000年12月24日に愛知県名古屋市の有限会社インパレスと提携し、同人販売店舗「インパレス秋葉原店」を秋葉原駅前商店街MyWay2通りのTOP JAPAN（外神田1-15-15）内にインショップとして開店したのがはじまり。2001年7月にインパレスと提携解消、店舗名を「ホワイトキャンバス」に変更している。
2007年4月16日に、埼玉県越谷市に物流センターを設立。本部・商品部・通販部と物流センターは同じ住所だが、ウェブサイト上の表記は別扱いになっていた。2012年10月31日をもって閉鎖。ウェブサイト上の特商法に基づく所在地表示も、越谷市から秋葉原本店の住所（外神田）に変更された。
2013年5月7日にホワイトキャンバス大阪店が「ガレージ・フィールド」として独立し、フランチャイズ店として店舗名はホワイトキャンバスを継続して使用した。以後は有限会社セルビテックの直営店舗はホワイトキャンバス秋葉原店のみとなる。なお、大阪店の店舗名は2014年時点でガレージ・フィールド大阪店に変わっているが、ホワキャンの名称も引き続き使用している。
有限会社セルビテックは、2014年4月30日付で秋葉原本店を閉店し、通信販売店を経営している。一方、外神田の店舗はホワキャンFC秋葉原店として引き続き営業していた。
2019年1月30日、アニメ『ラブライブ!サンシャイン!!』の制作会社であるサンライズから「インターネットで模倣品が販売されている」との通報を受け、沼津警察署および静岡県警サイバー犯罪対策課・保安課による強制捜査が行われ、偽造品グッズを販売していたとして、経営者らが商標法違反などで逮捕された。これにより同年5月31日に秋葉原店は閉店した。

### 過去に存在した直営店など
- ホワイトキャンバス 秋葉原本店
- ホワイトキャンバス 本部・商品部・通販部
- ホワイトキャンバス 物流センター
- ホワイトキャンバス 秋葉原2号店
- 虹色キャンバス本店
  - いずれも秋葉原本店と同じビルに存在した。2012年時点で、秋葉原本店に吸収された形となっている。
- ホワイトキャンバス 大阪なんば本館
- ホワイトキャンバス ガチャ・グッズ館館
  - いずれも大阪市中央区日本橋に存在した。2012年3月7日をもって閉店。その後は大阪の店舗は、大阪オタロード館として営業を開始した。
- ホワイトキャンバス 大阪オタロード館
- ホワイトキャンバス 金沢店
  - 金沢市内で何度か移転している。アールドリームと共同運営していたが2012年2月29日で閉店し、アールドリーム金沢店も店の老朽化に伴い2014年2月2日閉店。